# Perdita labrosa
Perdita labrosa är en biart som beskrevs av Timberlake 1980. Perdita labrosa ingår i släktet Perdita och familjen grävbin. Inga underarter finns listade i Catalogue of Life.